# Паволоцкие
Паволоцкие (пол. Pawłucki, Pawołocki, Powołocki) — дворянский род.
Потомство Гавриила Паволоцкого, товарища Черниговского полка (1670).

## Описание герба
В зелёном поле два сердца в чаше, пронзённых каждое опрокинутыми наискось слева стрелами.
Щит увенчан дворянскими шлемом и короной. Нашлемник: пять страусовых перьев. Намет на щите зелёный, подложенный серебром.